# Лиутгарда Саксонская (герцогиня Лотарингии)
Лиутгарда Саксонская (932 — 18 ноября 953) — член Саксонской династии, герцогиня Лотарингии, супруга Конрад I. Лиутгарда и Конрад были прародителями Салической династии.

## Жизнь
Лиутгарда была единственной дочерью императора Оттона I от первого брака с Эдит Английской, единокровной сестрой короля Англии Этельстана. Чтобы установить более тесные связи с Салической династией, Оттон выдал её замуж за Конрада Рыжего в 947 году, которого он назначил герцогом Лотарингии за три года до этого. Брак не был особенно счастливым. Около 950 года у Лиутгарды родился сын Оттон, будущий герцог Каринтии. Её муж сопровождал короля в его итальянской кампании в 951 году; он поссорился с Оттоном из-за соглашения, заключенного с королём Беренгаром II.
Лиутгарда умерла в Майнце в 953 году, где Конрад Рыжий присоединился к восстанию своего старшего брата герцога Людольфа Швабского и архиепископа Фридриха. В следующем году герцог Конрад наконец подчинился власти короля Оттона и остался верным сторонником; он погиб в 955 году в битве при реке Лех. Брат Лиутгарды, Людольф, умер два года спустя в итальянском походе.
После смерти императора Оттона в 973 году империя перешла к сыну от его второй жены Адельгейды, Оттону II. Сын Людольфа Оттон I получил герцогство Швабия, а сын Лиутгарды Оттон Вормсский стал герцогом Каринтии в 978 году. После смерти императора Оттона III в 1002 году Оттон Вормсский был кандидатом на титул императора, однако предпочтение было отдано герцогу Баварии Генриху IV, внучатому племяннику императора Оттона I. После смерти Генриха правнук Лиутгарда Конрад II был избран римским королём, первым из Салической династии.